# Джеймс Суейн
Джеймс Суейн (на английски: James Swain) е американски илюзионист, покер играч и писател на произведения в жанра криминален роман, трилър, хорър и документалистика.

## Биография и творчество
Джеймс Суейн е роден на 7 юни 1956 г. в Ню Йорк, САЩ. Завършва Нюйоркския университет. След дипломирането си първоначално работи като илюзионист, като особено е добър в бързите трикове с карти. После работи като редактор на списание и опитва да пише сценарии, но без успех. После се премества във Флорида, където управлява успешна рекламна фирма.
Първият му трилър „The Man Who Walked Through Walls“ (Човекът, който минава през стени) от поредицата „Винсънт Хардар“ е издаден през 1989 г.
През 2001 г. е издаден първият му криминален роман „Усет за измама ООД“ от емблематичната му поредица „Тони Валънтайн“. Главен герой в поредицата е бившия полицай от Атлантик Сити, Тони Валънтайн, който управлява собствена консултантска фирма, чрез която участва в разследвания на измами в хазартния бизнес в Лас Вегас. През 2006 г. за поредицата „Тони Валънтайн“ е удостоен с престижната френска награда „Калибър .38“. Получава и наградата за книга на Флорида.
През 2007 г. започва поредицата „Джак Карпентър“ с романа „Среднощен скитник“. Главният герой е бивш полицай уволнен за прекомерно насилие, който става честен детектив и в работата си се обръща към защита и спасяване на отвлечени деца.
През 2009 г. той проучва история за покер измама за списание „Men's Journal“ и екипът от измамници, които намира, му позволява да напише серия от романи въз основа на техния опит след петгодишно закъснение, През 2015 г. е издаден романът му „Казино“ от поредицата „Били Кънингам“. Героят Били Кънингам е измамник от Провидънс, Роуд Айлънд, който се премества в Лас Вегас и наема собствен екип от измамници, за да измами казино. Той обаче е необичайно морален за мошеник и често се позовава на „кодекса на измамниците“ за подпомагане на други измамници.
Произведенията му са преведени на над 12 езика по света и са избрани за трилъри на година от списанията „Publishers Weekly“ и „Kirkus Reviews“.
Автор е и на книги за фокуси и илюзии. Считан е за експерт по хазартни измами и измами с доверие.
Джеймс Суейн живее със семейството си в Одеса, Флорида.

## Произведения

### Серия „Винсънт Хардар“ (Vincent Hardare)
1. The Man Who Walked Through Walls (1989)[2][3]
2. The Man Who Cheated Death (2012)

### Серия „Тони Валънтайн“ (Tony Valentine)
награда „Калибър .38“ за серията
1. Grift Sense (2001)[1][2][3]
Усет за измама ООД, изд. „Панорама Груп“ (2011), прев.
2. Funny Money (2002) 
Смешни пари, изд. „Панорама Груп“ (2011), прев.
3. Sucker Bet (2003)
Залог за глупаци, изд. „Панорама Груп“ (2011), прев.
4. Loaded Dice (2004)
Фалшиви зарове, изд. „Панорама Груп“ (2012), прев. Валери Шварц
5. Mr. Lucky (2005)
6. Deadman's Poker (2006)
7. Deadman's Bluff (2006)
8. Jackpot (2010)
9. Wild Card (2010)

### Серия „Джак Карпентър“ (Jack Carpenter)
1. Midnight Rambler (2007)[1][2]
Среднощен скитник, изд. „Панорама Груп“ (2011), прев.
2. The Night Stalker (2008)
3. The Night Monster (2009)
4. The Program (2010)

### Серия „Питър Уорлок“ (Peter Warlock)
1. Dark Magic (2012)[1]
2. Shadow People (2013)

### Серия „Били Кънингам“ (Billy Cunningham)
1. Take Down (2015)[1]
Казино, изд.: ИК „Бард“, София (2013), прев. Владимир Германов
2. Bad Action (2016)
3. Super Con (2017)

### Серия „Ланкастър и Даниелс“ (Lancaster & Daniels)
1. The King Tides (2018)[1]
2. No Good Deed (2019)
3. Bad News Travels (2020)

### Документалистика
- Don't Blink: The Magic of James Swain (1992)[1]
- Miracles with Cards (1996)
- 21st Century Card Magic (1999)